# Helmut Gargitter
Helmut Gargitter (* 1967 in Südtirol, Italien) ist ein italienischer Bergsteiger und hauptberuflicher Bergführer. Er ist verheiratet und hat eine Tochter.

## Alpine Biographie
Mit neun Jahren kletterte er alleine Routen im fünften Schwierigkeitsgrad mit Turnschuhen im heimischen Klettergarten in Mahr bei Brixen. Im Alter von 15 Jahren durchstieg Gargitter mit seinem gleichaltrigen Freund Walter Kranebitter viele klassische Dolomitentouren, darunter den Stevia Nordwandriss, die Comici an der Großen Zinne und die Mayerlverschneidung am Heiligkreuzkofel.
Danach wandte er sich der Sportkletterei zu und konnte in der Folgezeit Routen bis im oberen zehnten Schwierigkeitsgrad klettern. Reisen quer durch Europa gaben ihm Einblick in die verschiedenen Kletterethiken der Länder. In dieser Zeit lernte er die Kletterer Wolfgang Güllich, Kurt Albert, Bernd Arnold und Stefan Glowacz kennen, mit denen er auch öfters unterwegs war. Ab 1992 legte Gargitter den Fokus auf hohe Wände weltweit. Die erste Kletterexpedition führte ihn nach Baffin Island. Das Expeditionsteam eröffnete die Route „Stories in Stone“ (IX-/A0) in der 700 Meter hohen Nordwand des Mt. Walle (vom Expeditionsteam so benannt). Es folgten Erstbegehungen an hohen Wänden in Grönland, Madagaskar, Jordanien, Mali, Iran, Venezuela, Namibia, Chile, Mexiko und Kolumbien. 1997 bestand er die Bergführerprüfung. Seither begleitet Gargitter Kletter-, Skitouren-, Bergsteiger- und Trekkingruppen in die Berge der Welt.

## Alpinistische Leistungen (Auswahl)
Die Zahlen bedeuten die jeweiligen Schwierigkeitsgrade beim Klettern (EB bedeutet Erstbegehung).
- 1984–1986: in Südtirol – Erstbegehung (EB) „Rambomania“ IX+ in Brixen,
- 1987: in Südtirol erste Rotpunktbegehung der „Grödnerführe“ IX+ am 1. Sellaturm;
- 1990: in Südtirol EB „Terminal“ X in der Mahr (erste Route im X. Schwierigkeitsgrad in Südtirol);
- 1992: in Kanada EB und Erstbesteigung „Stories in Stone“ am Mt. Walle in Baffin Island IX-/A0; in Südtirol 1. Alleinbegehung von „Shit Hubert“ VI+/A2 am Piz Ciavaces, EB „Von Düften verwöhnt“ VIII- (clean) an der Geierwand/Dolomiten
- 1993: in Südafrika einige Erstbegehungen am Wolfsberg; in Grönland Expedition zum Ulamertorsaq – neue Route bis zur Wandmitte, dann Abbruch; in Südtirol – EB von „Vakuum“ X in der Mahr/Brixen, EB von „Waffenlos“ 9- an der Scotoni-Südwand/Dolomiten und EB von Punta del Pin Nordwandriss IX+ Hohe Geisel/Dolomiten
- 1994: in Südtirol EB von „Sag niemals nie“ IX- und „Ochs am Berg“ VIII+ Sella/Dolomiten[3], EB von „Hans guck in die Luft“ VIII- am Peitlerkofel[4]; in Grönland – EB von „Moby Dick“ IX+/A1 am Ulamertorrsuaq mit Stefan Glowacz und Kurt Albert
- 1995: in Arco EB von „Hammada“ X- am Colodri; in Jordanien EB von „Raid mit the Kamel“ VIII am Jebel Rum mit Christoph Hainz
- 1996: in Madagaskar EB und Erstbesteigung des Tsaranoro „Gondwanaland“ IX
- 1998: in Mali EB von „Inshallah“ IX- am Kaga Tongo mit Pauli Trenkwalder und Obrist Klaus
- 2000: in Namibia EB von „Herero Arch“ IX- an der Spitzkoppe; in Mexiko – EB von “Gilberto’s donkey” IX in Potrero chico
- 2001: im Iran – EB von „Crystal fall“ IX- in der Alam Kuh Nordwand im Elburs mit Renato Botte[5]
- 2002: in Venezuela – Erstbesteigung und EB von „Jardineros de grandes paredes“ VIII+ am Acopan Tepuy[6]
- 2003: in Südtirol EB von „Loss lei heb schun“ IX- am Heiligkreuzkofel/Dolomiten – in Chile – EB von „La vista del condor“ VIII+/A3 im Valle de Cochamo
- 2005: in Marokko EB von „libiti bito“ VIII+/IX- am Jebel Timrazine im Hohen Atlas
- 2006: im Oman EB von „Shukran“ VII+ (clean) am Jebel Misht im Oman; in der Türkei EB von “Orient” VIII+/IX- an der Parmakkaya Nadel im Aladağlar mit Pauli Trenkwalder
- 2007: in Montenegro EB von “Another day in paradise” VII+ am Boljske Grede (clean)
- 2008: in Venezuela EB und Erstbesteigung von „Tiric,Tiric“ am Upuigma Tepuy IX- mit Bernd Arnord und Kurt Albert; in Südtirol – EB von „Liebesbetrug“ VIII- am Peitlerkofel
- 2009: in Venezuela EB von „Hotel Guacharo“ VIII+/IX- am Roraima mit Kurt Albert
- 2010: in Kolumbien EB von “Tierra de Condores” VIII+ am Ritacuba Blanco 5530 m in der Cordillera del Cocouy mit Simon Kehrer, Fernando Rubio Gonzalez u. Ivan Calderon
- 2011: in Algerien EB von „Tinariween“ VIII- am Tizouyag im Hoggar mit Simon Kehrer – in Norwegen EB von „Lofoten reality“ IX- (clean) Lofoten mit Pauli Trenkwalder